# جورج بلاكبيرن
جورج بلاكبيرن (بالإنجليزية: George Blackburn)‏ (1888 في المملكة المتحدة - ) هو لاعب كرة قدم بريطاني (وحمل سابقاً جنسية المملكة المتحدة لبريطانيا العظمى وأيرلندا) في مركز الوسط. لعب مع هدرسفيلد تاون ونادي برادفورد بارك أفنيو.

## وصلات خارجية
- جورج بلاكبيرن على موقع قاعدة بيانات كرة القدم.إي يو (الإنجليزية)